# Maren Günther
Maren Günther (* 18. Juni 1931 in Dreilützow) ist eine deutsche Politikerin der CSU.

## Leben
Günther ließ sich von 1951 an zur Katechetin ausbilden und arbeitete danach als Jugendleiterin. 1956 begann sie ein Lehramtsstudium an der Universität München. Ab 1962 war sie in München als Lehrerin tätig, 1977 wurde sie zur Rektorin befördert. Zeitweise war sie stellvertretende Landesvorsitzende des Bayerischen Schulleiterverbandes.

## Politik
Günther hatte mehrere europapolitische Ämter inne. So gehörte sie den Vorständen der Europäischen Frauen-Union und der Frauen-Union der CSU an sowie dem Comité Directeur der Frauengruppe der Europäischen Volkspartei. Außerdem war sie Mitbegründerin der ARGE-Alpen der christlich-demokratischen Frauen und Mitglied der Europa-Union und der Paneuropaunion.
Am 31. August 1993 rückte Günther ins Europäische Parlament nach, dem sie bis 1999 angehörte. Im gemischten parlamentarischen Ausschuss EU-Malta, dem sie ab 1994 angehörte, war sie von 1997 stellvertretende Vorsitzende. Darüber hinaus war sie ordentliches Mitglied der Ausschüsse für auswärtige Angelegenheiten und Sicherheit sowie Entwicklung und Zusammenarbeit, des Unterausschusses für Sicherheit und Abrüstung sowie der Delegation für die Beziehungen zu den Republiken der Gemeinschaft Unabhängiger Staaten.